# V.I. Warshawski
V.I. Warshawski (Detective con medias de seda en España y Dura y peligrosa en Hispanoamérica) es una película de comedia cinematográfica de acción de 1991 dirigida por Jeff Kanew y protagonizada por Kathleen Turner y Jay O. Sanders. 
La producción cinematográfica está basada en la serie de novelas policíacas escritas por Sara Paretsky sobre este personaje.

## Argumento
V.I. Warshawski, una mujer, es una detective privada. Es inteligente y astuta y además sabe cómo manejarse en los bajos fondos de Chicago. Un día, cuando matan a un exjugador de hockey sobre hielo, con el que había mantenido una relación sentimental, su propia hija Kat la contrata para encontrar al asesino de su padre.

## Reparto
| Actor             | Papel                |
| ----------------- | -------------------- |
| Kathleen Turner   | Victoria Warhawski   |
| Jay O. Sanders    | Murray Ryerson       |
| Charles Durning   | Bobby Mallory        |
| Angela Goethals   | Kat Grafalk          |
| Nancy Paul        | Paige Wilson Grafalk |
| Frederick Coffin  | Horton Grafalk       |
| Charles McCaughan | Trumble Grafalk      |

## Producción
La película fue rodada en localidades de Chicago y Los Ángeles.

## Recepción
La producción cinematográfica fue un fracaso de taquilla. También fue el comienzo del declive de la actriz Kathleen Turner después de haber tenido mucho éxito en los ochenta.
Hoy en día la película ha sido valorada en portales cinematográficos y por críticos profesionales. En IMDb, con aproximadamente 5400 votos registrados, el filme obtiene una media ponderada de 4,9 sobre 10. En cuanto a Rotten Tomatoes, los más de 5000 votos registrados allí le dieron una valoración media de 2,6 de 5, mientras que los 28 críticos profesionales que se expresaron allí le dieron una valoración media de 3,6 de 10. Entre ellos se ha llegado allí al consenso, que, aunque Kathleen Turner demuestra estar más que a la altura en la tarea de protagonizar la película, el guion no lo está.